# 烏納國家公園
44°29′42.96″N 16°08′05.96″E / 44.4952667°N 16.1349889°E

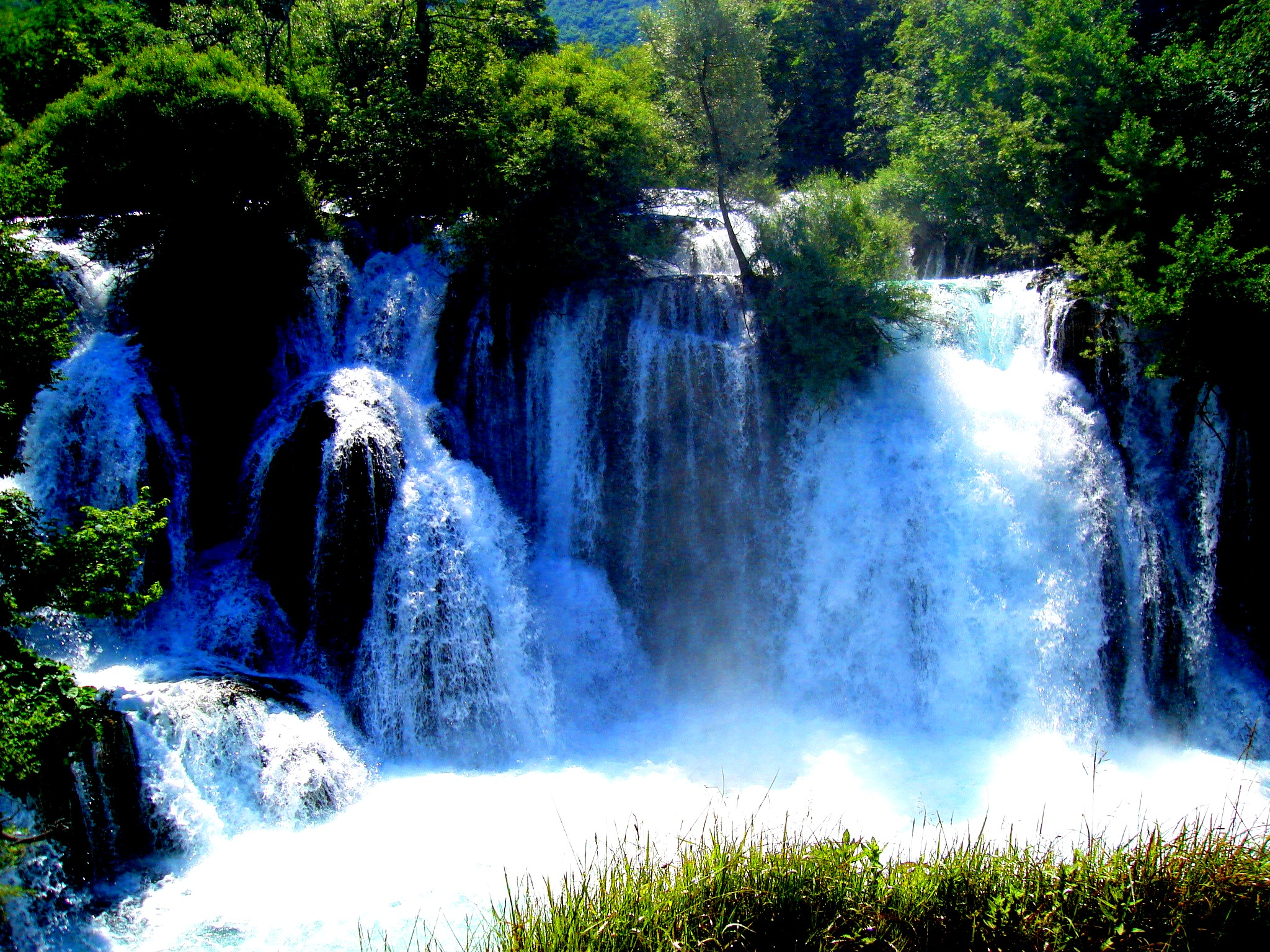

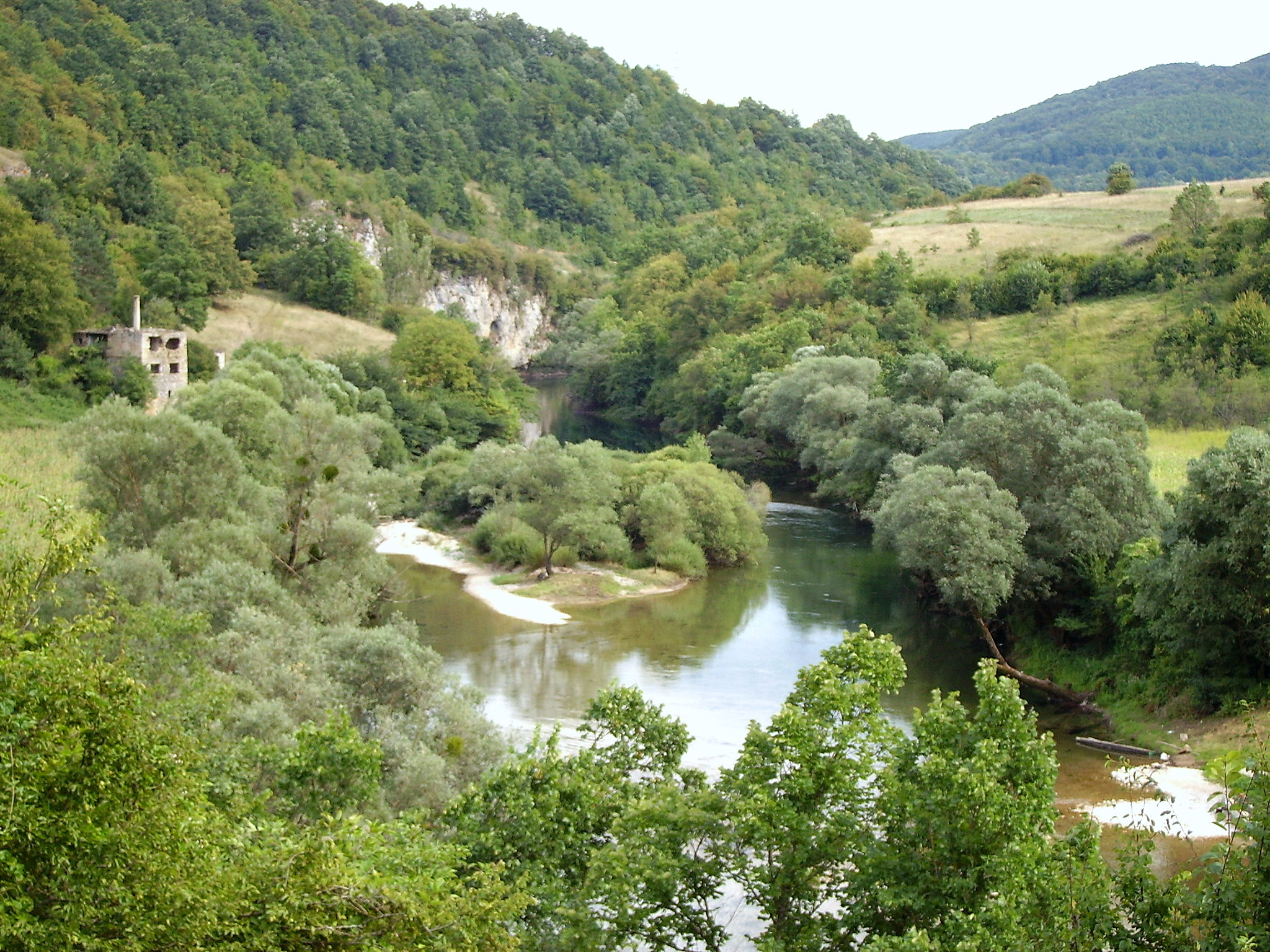

烏納國家公園是波斯尼亞和黑塞哥維那的國家公園，位於該國西北部，成立於2008年5月29日，面積198平方公里，有30種魚類、130種鳥類、狐狸、狼、熊、羚羊、猞猁等野生動物棲息。